# KV27
Ngôi mộ KV27 nằm trong Thung lũng của các vị Vua ở Ai Cập. Đây là ngôi mộ đã được viếng thăm bởi John Wilkinson, nhưng ông đã không khám phá đầy đủ. Mãi cho đến năm 1990, nó đã được thám hiểm và khai quật lần thứ hai bởi Donald P. Ryan. Lăng mộ này vẫn chưa rõ của ai, và ta không biết gì về người cư ngụ ở đó.